# ديتر شفارتز
ديتر شفارتز (بالألمانية: Dieter Schwarz)‏ (و. 1939  م) هو شخصية أعمال، ورائد أعمال ألماني، ولد في هايلبرون.

## جوائز
حصل على جوائز منها:

وسام الاستحقاق لبادن-فورتمبيرغ

## روابط خارجية
- ديتر شفارتز على موقع مونزينجر (الألمانية)